# أرييل والر
أرييل والر هي ممثلة كندية، ولدت في 16 مايو 1998 بتورونتو في كندا.

## أعمال

### أفلام
- (2005) رجل السندريلا[1]

## وصلات خارجية
- أرييل والر على موقع IMDb (الإنجليزية)
- أرييل والر على موقع ألو سيني (الفرنسية)
- أرييل والر على موقع أول موفي (الإنجليزية)
- أرييل والر على موقع قاعدة بيانات الفيلم (الإنجليزية)
- أرييل والر على موقع كينوبويسك (الروسية)